# Sandau (Stendal)
Sandau é uma cidade da Alemanha localizada no distrito de Stendal, estado de Saxônia-Anhalt.
Sandau é membro do Verwaltungsgemeinschaft de Elbe-Havel-Land.